# Medalles del Cercle d'Escriptors Cinematogràfics de 1981
La cerimònia de lliurament de les medalles del Cercle d'Escriptors Cinematogràfics de 1981 va tenir lloc en 1982 a Madrid. Va ser el trenta-cinquè lliurament de aquestes medalles, atorgades per primera vegada trenta-quatre anys abans pel Cercle d'Escriptors Cinematogràfics (CEC). Els premis tenien per finalitat distingir als professionals del cinema espanyol i estranger pel seu treball durant l'any 1981. A diferència de l'edició anterior, aquesta vegada sí que es van concedir els principals premis. A més, es va concedir un esment especial a Alfonso Eduardo i Alfonso Sánchez, responsables del programa de televisió Revista de cine. Els premis van estar molt repartits, si bé van destacar Bodas de sangre —que va guanyar les medalles a millor pel·lícula i fotografia— i El crack, amb els premis al millor guió i millor actor.

## Llista de medalles
| Categoria                    | Premiat                                      | Labor premiada                       |
| ---------------------------- | -------------------------------------------- | ------------------------------------ |
| Millor pel·lícula            | Bodas de sangre                              | Pel·lícula                           |
| Millor director              | Manuel Summers                               | Ángeles gordos                       |
| Millor actriu                | Assumpta Serna                               | Vecinos                              |
| Millor actor                 | Alfredo Landa                                | El crack                             |
| Millor actriu de repartiment | Esperanza Roy                                | Tú estás loco Briones                |
| Millor actor de repartiment  | Agustín González                             | El poderoso influjo de la luna       |
| Millor fotografia            | Teo Escamilla                                | Labor de conjunt                     |
| Millor música                | Alfonso Agulló Mancebo                       | Misterio en la isla de los monstruos |
| Millor guió                  | José Luis Garci                              | El crack                             |
| Millor pel·lícula estrangera | El hombre de hierro                          | Pel·lícula                           |
| Menció especial              | Alfonso Eduardo Pérez Orozco Alfonso Sánchez | Revista de cine                      |